# 本部連

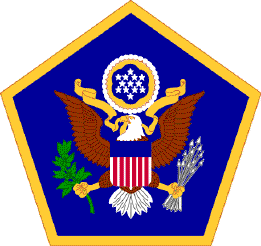
美國陸軍的本部連（Headquarters and Headquarters Company，HHC）用徽

本部連(Headquarters and Headquarters Company，HHC)，亦稱指揮部本部連，是美國陸軍、中華民國陸軍營級以上部隊建制中，由指揮部人員組成的連級行政單位。美國海軍陸戰隊的本部連則稱作本部勤務連(Headquarters and Service Company)。典型的本部連人數為80至110人，但有些更多。

## 各國
依据部队不同，还可能有軍醫官、军法官、牧师、協助參謀軍官的士官与士兵、隊部直属的行政排、運輸排、保修排、摩托排、供应排、衛生排等。營、旅、地區指揮部、軍團本部連，有編制支援所屬營、旅、地區指揮部、軍團指揮部的各排、班、組等。
本部连有自己的连长（少校或上尉）与副连长（上尉或中尉）、连士官长。负责行政管理与士兵训练，并支援部队主官的作战指挥。步兵營營部連的连长仍然是上尉军衔。
一個營部由營長、營執行官（副營長兼）、營士官長和參謀構成，營部連有連長（通常為上尉），連執行官（通常為中尉）和連士官長會協助他。所有營部連人員，行政名義上受到營部連連長的管理，但實際上當中的軍官士官是直接向營長報告。同時營長在行政上管理營部連，為營部連連長的上司，因此營部連連長直屬營長。

### 中華民國
以中華民國陸軍在臺澎金馬現行建制的营部為例，通常包括下述军官与骨干：
- 營長，1人，中校；
- 副營長，1人，少校；
- 參謀主任，1人，少校；
- 營輔導長，1人，少校；
- 營士官督導長，1人，士官長；
- 本部連連長，1人，少校或上尉；
- 人事行政官（參一），1人，上尉；
- 情報官（參二），1人，上尉；
- 作戰訓練官（參三），1人，少校；
- 後勤官（參四），1人，上尉；
- 計劃官（參五），1人，少校；
- 通信官（參六），1人，上尉；

### 美國
營部及營部連（HHC）內， 營部成員通常包括以下主官及次官：
- 營長，通常為中校
- 營執行官（副營長）， 通常為少校
- 營士官長 E-8
- 人事官 (S1)， 通常為上尉
- 情報官 (S2)， 通常為上尉
- 作戰官 (S3)， 通常為少校
- 後勤官 (S4)， 通常為上尉
- 計劃官 (S5)， 通常為少校
- 通訊官 (S6)， 通常為上尉

取決於不同部隊，額外的軍官會補充在參謀部外，如軍醫官、軍法官、軍牧師等（通常歸類為S10），這還包括轄於特殊職能參謀部門的必要士官和士兵支援人員 。營士官長作為營長對基層士兵事務的主要顧問。此外本部連（HHC）會包含可供營部調派去支援任務的人員，包括維修及車輛集用場（motor pool）、炊事、後勤、營轄偵察排的偵察步兵和狙擊手及一個迫擊砲排。